# ジョン・シュライバー (野球)
ジョン・ロバート・シュライバー（John Robert Schreiber, 1994年3月5日 - ）は、アメリカ合衆国ミシガン州ウェイン郡ワイアンドット出身のプロ野球選手（投手）。右投右打。MLBのカンザスシティ・ロイヤルズ所属。

## 経歴

### プロ入りとタイガース時代
2016年のMLBドラフト15巡目（全体445位）でデトロイト・タイガースから指名され、プロ入り。契約後、傘下のA-級コネチカット・タイガースでプロデビュー。18試合に登板して2勝3敗、防御率2.76、24奪三振を記録した。
2017年はA級ウェストミシガン・ホワイトキャップスでプレーし、27試合に登板して5勝1敗11セーブ、防御率0.54、59奪三振を記録した。
2018年はAA級エリー・シーウルブズでプレーし、49試合に登板して3勝7敗18セーブ、防御率2.48、59奪三振を記録した。オフにはアリゾナ・フォールリーグに参加し、メサ・ソーラーソックスに所属した。
2019年は開幕をAA級エリーで迎えた。AAA級トレド・マッドヘンズを経て8月8日にメジャー契約を結んでアクティブ・ロースター入りすると、翌9日のカンザスシティ・ロイヤルズ戦でメジャーデビュー。 この年メジャーでは13試合に登板して2勝0敗、防御率6.23、19奪三振を記録した。
2020年は15試合に登板して0勝1敗、防御率6.32、14奪三振を記録した。
2021年2月12日にDFAとなった。

### レッドソックス時代
2021年2月18日にウェイバー公示を経てボストン・レッドソックスへ移籍した。3月30日にDFAとなり、4月2日にマイナー契約で傘下のAAA級ウースター・レッドソックスへ配属された。シーズンでは5月のマイナーリーグ開幕からAAA級ウースターでプレーした。9月1日にメジャー契約を結んでアクティブ・ロースター入りしたが、 1試合に登板したのみで6日にマイナー契約となってAAA級ウースターへ降格した。この年AAA級ウースターでは26試合に登板して2勝1敗1セーブ、防御率1.71、60奪三振を記録した。
2022年の開幕もAAA級ウースターで迎え、4月25日にメジャー契約を結んでアクティブ・ロースター入りした。4月29日に一度マイナー契約となってAAA級ウースターへ降格したが、5月5日に再びメジャー契約を結んでアクティブ・ロースター入りした。以降は降格することなくブルペンを支え、最終的に64試合に登板して4勝4敗8セーブ、防御率2.22、74奪三振を記録した。

### ロイヤルズ時代
2024年2月17日にデビッド・サンドリンとのトレードでカンザスシティ・ロイヤルズへ移籍した。

## 投球スタイル
サイドスローから繰り出すツーシームが最大の武器であり、それとフォーシームを主体として投げている。
他には曲がりの大きいスライダーと聞き手方向に落ちるサークルチェンジを持っている。
制球はあまり良い方ではないが、それ以上の球威と変化量で打者を打ち取る投球スタイル。

## 詳細情報

### 年度別投手成績
| 年 度    | 球 団    | 登 板 | 先 発 | 完 投 | 完 封 | 無 四 球 | 勝 利 | 敗 戦 | セ 丨 ブ | ホ 丨 ル ド | 勝 率 | 打 者 | 投 球 回 | 被 安 打 | 被 本 塁 打 | 与 四 球 | 敬 遠 | 与 死 球 | 奪 三 振 | 暴 投 | ボ 丨 ク | 失 点 | 自 責 点 | 防 御 率 | W H I P |
| -------- | -------- | ----- | ----- | ----- | ----- | -------- | ----- | ----- | -------- | ----------- | ----- | ----- | -------- | -------- | ----------- | -------- | ----- | -------- | -------- | ----- | -------- | ----- | -------- | -------- | ------- |
| 2019     | DET      | 13    | 0     | 0     | 0     | 0        | 2     | 0     | 0        | 1           | 1.000 | 59    | 13.0     | 16       | 3           | 4        | 0     | 1        | 19       | 1     | 0        | 9     | 9        | 6.23     | 1.54    |
| 2020     | DET      | 15    | 0     | 0     | 0     | 0        | 0     | 1     | 0        | 1           | .000  | 70    | 15.2     | 19       | 2           | 4        | 1     | 1        | 14       | 0     | 0        | 11    | 11       | 6.32     | 1.47    |
| 2021     | BOS      | 1     | 0     | 0     | 0     | 0        | 0     | 0     | 0        | 0           | ----  | 13    | 3.0      | 4        | 0           | 1        | 0     | 0        | 5        | 0     | 0        | 1     | 1        | 3.00     | 1.67    |
| 2022     | BOS      | 64    | 0     | 0     | 0     | 0        | 4     | 4     | 8        | 22          | .500  | 257   | 65.0     | 45       | 3           | 19       | 0     | 4        | 74       | 4     | 0        | 19    | 16       | 2.22     | 0.99    |
| 2023     | BOS      | 46    | 2     | 0     | 0     | 0        | 2     | 1     | 1        | 10          | .667  | 204   | 46.2     | 41       | 6           | 25       | 2     | 4        | 53       | 1     | 0        | 22    | 20       | 3.86     | 1.41    |
| 2024     | KC       | 59    | 0     | 0     | 0     | 0        | 4     | 3     | 2        | 23          | .571  | 224   | 51.2     | 48       | 1           | 20       | 1     | 4        | 46       | 1     | 0        | 23    | 21       | 3.66     | 1.32    |
| MLB：6年 | MLB：6年 | 198   | 2     | 0     | 0     | 0        | 12    | 9     | 11       | 57          | .571  | 827   | 195.0    | 173      | 15          | 73       | 4     | 14       | 211      | 7     | 0        | 85    | 78       | 3.60     | 1.26    |

- 2024年度シーズン終了時

### 年度別守備成績
| 年 度 | 球 団 | 投手（P） | 投手（P） | 投手（P） | 投手（P） | 投手（P） | 投手（P） |
| 年 度 | 球 団 | 試 合     | 刺 殺     | 補 殺     | 失 策     | 併 殺     | 守 備 率  |
| ----- | ----- | --------- | --------- | --------- | --------- | --------- | --------- |
| 2019  | DET   | 13        | 1         | 0         | 0         | 0         | 1.000     |
| 2020  | DET   | 15        | 3         | 0         | 0         | 0         | 1.000     |
| 2021  | BOS   | 1         | 0         | 0         | 0         | 0         | ----      |
| 2022  | BOS   | 64        | 7         | 8         | 0         | 2         | 1.000     |
| 2023  | BOS   | 46        | 4         | 6         | 1         | 2         | .909      |
| 2024  | KC    | 59        | 6         | 4         | 1         | 0         | .909      |
| MLB   | MLB   | 198       | 21        | 18        | 2         | 4         | .951      |

- 2024年度シーズン終了時

### 背番号
- 71（2019年 - 2020年）
- 46（2021年 - ）